# Rivière des Neiges
Pour les articles homonymes, voir Neige (homonymie).
La rivière des Neiges est un affluent de la rive est de la rivière Montmorency. Elle coule dans le territoire non organisé de Lac-Jacques-Cartier, dans la municipalité régionale de comté (MRC) de La Côte-de-Beaupré, dans la région administrative de la Capitale-Nationale, dans la province de Québec, au Canada.
Cette rivière comporte un faible niveau d'eau ; ainsi, la descente en kayak est possible seulement lors de la crue printanière.
Cette vallée est surtout desservie par une route forestière secondaire remontant la rive est de la rivière des Neiges. À partir de l'embouchure de la rivière Savane, cette route se prolonge vers le nord-est en suivant surtout la rive est de cette dernière. Tandis que le bassin versant du lac des Neiges est surtout desservie par la route forestière R0308 venant du sud et passant du côté est du lac. Une route forestière secondaire longe la rive est de ce lac pour desservir une douzaine de chalets de la zone de l'embouchure du lac et la zone au nord de la partie supérieure de la rivière des Neiges.
À cause de son altitude, la surface de la partie supérieure de la rivière des Neiges est généralement gelée de la fin novembre jusqu'au début d'avril ; toutefois la circulation sécuritaire sur la glace se fait généralement de la mi-décembre à la fin de mars. La partie inférieure du cours de la rivière affiche une période de gel d'environ deux semaines de moins que la partie supérieure. Le niveau des eaux du lac des Neiges est contrôlé par un barrage aménagé à son embouchure. Le niveau de l'eau de la rivière varie selon les saisons et les précipitations ; la crue printanière survient en mars ou avril.

## Géographie
La rivière des Neiges est le plus important affluent de la rivière Montmorency. Elle prend sa source dans le lac des Neiges, dans la réserve faunique des Laurentides. Elle coule ensuite vers le sud sur une distance de 36,6 km pour rejoindre la rivière Montmorency passé la limite sud de la réserve faunique.
Le lit de la rivière des Neiges s'avère très rocheux. Le cours de cette rivière descend au fond d'une vallée glaciaire. Cette vallée devient progressivement plus encaissée offrant des panoramas splendides en se dirigeant vers le point de confluence avec la rivière Montmorency.
À partir du barrage à l'embouchure du lac des Neiges, la rivière des Neiges descend sur 41,4 km, avec une dénivellation de 452 m selon les segments suivants :
Partie supérieure de la rivière des neiges (segment de 21,6 km)
- 2,9 km d'abord vers l'est, puis vers le sud-est en traversant le lac English (longueur : 2,5 km ; altitude : 838 m) jusqu'à son embouchure ;
- 1,3 km vers le sud-est en passant près de la zone sud de la forêt ancienne du Lac-des-Neiges située sur la rive ouest, puis le cours de la rivière forme un petit crochet vers le nord-est, jusqu'à la décharge (venant du sud) des lacs Renaud et Dumont ;
- 7,7 km vers le sud-est relativement en ligne droite dans une vallée devenant de plus en plus encaissée, en recueillant la décharge (venant du nord-est) du lac Lily, jusqu'à un coude de rivière ;
- 9,7 km vers le sud dans une vallée bien encaissée en recueillant notamment la décharge des lacs Malin, Génois, Morency et le Petit lac Génois, jusqu'à la rivière Savane (rivière des Neiges) (venant de l'Est) ;

Partie inférieure de la rivière des neiges (segment de 19,8 km)
- 6,4 km vers le sud en recueillant la décharge du lac Indigo (venant de l'ouest) jusqu'à la décharge (venant du nord-ouest) du lac Beaudry ;
- 8,5 km vers le sud dans une vallée bien encaissée, notamment en traversant le lac des Petites Îles, jusqu'à la confluence de la rivière du Camp Brûlé (venant de l'Est) ;
- 4,9 km vers le sud dans une vallée bien encaissée, en formant un crochet vers le sud-ouest, jusqu'à son embouchure[3].

À partir de la confluence de la rivière des Neiges, le courant coule sur 46,3 km généralement vers le sud par le cours de la rivière Montmorency, jusqu'à la rive nord-ouest du fleuve Saint-Laurent.

## Toponymie
Le toponyme rivière des Neiges est lié au lac des Neiges. L'origine de ces désignations toponymiques est associée à la présence de la neige sur les sommets environnants pendant une plus grande partie de l'année que dans les vallées plus basses. La désignation "Snow River" parait sur la carte de l'arpenteur provincial Frederic William Blaiklock de 1852.
Les Wendats nomment cette rivière Kahndaoochaooyi Lahandawa.
Le toponyme rivière des Neiges a été officialisé le 5 décembre 1968 à la Commission de toponymie du Québec.